# Inferno - Canto quindicesimo

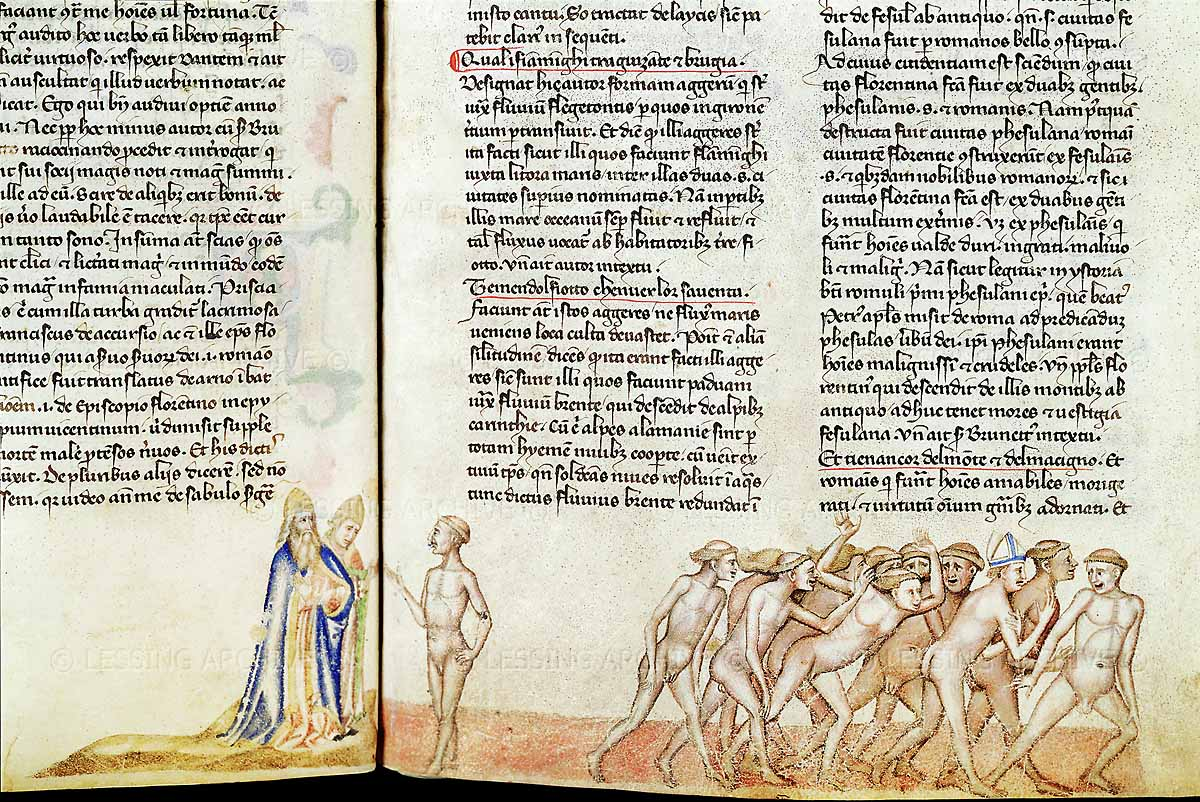
I sodomiti, illustrazione su manoscritto, Guido da Pisa, 1345 circa

Il canto quindicesimo dell'Inferno di Dante Alighieri si svolge nel terzo girone del settimo cerchio, ove sono puniti i violenti contro Dio, natura e arte; siamo all'alba del 9 aprile 1300  o secondo altri commentatori del 26 marzo 1300.

## Incipit
(Anonimo commentatore dantesco del XIV secolo)

## Analisi del canto

### I sodomiti - versi 1-21
Dante e Virgilio stanno camminando su uno dei due argini di pietra del fiume Flegetonte, unica zona del girone a non essere tormentata dalle fiamme del terzo girone del VII cerchio, quello dei violenti contro Dio e contro la natura. I vapori che il fiume sprigiona infatti spengono le fiammelle. Per descrivere gli argini Dante li paragona a quelli dei fiamminghi tra Wissant e Bruges, italianizzati come Guizzante e Bruggia (non a caso forse due nomi che evocano il concetto di fiamma), e a quelli che i padovani hanno per difendere le loro città ("ville") e castelli dalle piene del Brenta quando dalla Carinzia ("Carentana", intesa però come tutte le Alpi Carniche) si sciolgono le nevi per il caldo; e il poeta sottolinea che però gli argini infernali non sono grandi.
Dopo aver visto un bestemmiatore nel canto precedente (Capaneo), questo e il prossimo canto sono dedicati ai sodomiti cioè coloro che ebbero rapporti "contro natura". Essi corrono nudi senza sosta sul "sabbione" infuocato e sono i peccatori più numerosi del girone (Inf. XIV, v.25). Essi però sono anche i meno empi perché Dante dice che il contatto con il suolo infuocato è la condizione più dolorosa perché corrispondente a colpe più gravi (dei bestemmiatori e degli usurai, rispettivamente sdraiati e seduti). La sodomia era proverbialmente diffusa a Firenze (basti pensare che in tedesco il termine che indica i sodomiti è Florenzen e il verbo zu florenzen significa "sodomizzare") e in questo girone Dante incontrerà per due volte dei concittadini con cui avrà un colloquio. In ogni caso il "peccato" va considerato nella più ampia delle concezioni: non soltanto rapporti omosessuali, ma anche eterosessuali, e non vi era distinzione tra chi vi prendeva parte attivamente o passivamente (in questo senso anche una donna, se accondiscendente, poteva essere accusata di sodomia).
Comunque durante tutti e tre i canti dedicati a questo girone non si fa mai menzione del peccato di sodomia: per sapere di cosa siano condannati questi peccatori si deve ritornare all'XI canto dove, durante la generale spiegazione dell'Inferno, si parla al verso 50 di "Soddoma".
Nel frattempo Dante e Virgilio si sono incamminati sugli argini lasciandosi indietro la selva dei suicidi  (Dante dice che se anche si fosse girato non l'avrebbe potuta più scorgere, sia per l'aria tenebrosa dell'inferno che per il "fummo", il denso vapore). Le anime che vanno a schiera guardano i due poeti, alti sull'argine, come si guarda la luna nuova (questo però non concorda con i versetti 18-19 "ci riguardava come suol da sera / guardare uno altro sotto nuova luna;", dove l'oggetto del guardare non è "nuova luna", ma "altro"), cioè stringendo gli occhi per la poca luce, come anche - seconda similitudine - fa il vecchio sarto per infilare la cruna dell'ago. Un'interpretazione più rispettosa del testo parte dall'osservazione che ai tempi di Dante, quando non esisteva l'illuminazione pubblica, nelle vie delle città ci si vedeva solo nelle nottate di luna luminosa. Quando invece si era in fase di novilunio ("sotto nuova luna", v. 19), con la luna che non si scorgeva affatto o appariva come una sottilissima falce all'orizzonte, per vederci era necessario aguzzare lo sguardo stringendo le palpebre ("ciglia", v. 20), come faceva il vecchio sarto presbite per far passare il filo nella cruna dell'ago: "ci riguardava come suol da sera / guardare uno altro sotto nuova luna; / e sì ver' noi aguzzavan le ciglia / come 'l vecchio sartor fa ne la cruna." (vv.18-21).

### Brunetto Latini - vv. 22-60

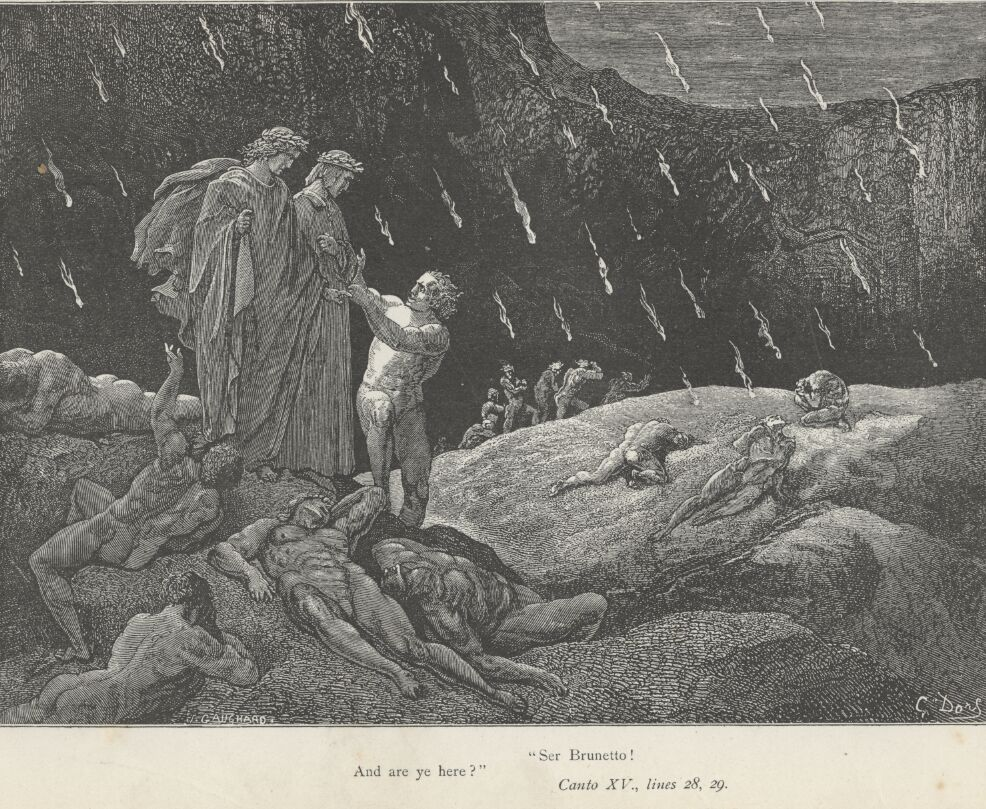
L'incontro con Ser Brunetto, illustrazione di Gustave Doré

Mentre Dante viene osservato a questo modo, ecco che un dannato lo riconosce e che con molta familiarità lo prende per un lembo dell'abito e grida "Qual maraviglia!" (v. 24). Il poeta, nonostante l'aspetto orribilmente bruciacchiato del dannato, lo riconosce in Brunetto Latini, e gli si rivolge con la confidenza tipica di chi è in familiarità: "Siete voi qui, ser Brunetto?".
"Ser" è comunque un segno di deferenza, dovuto tra l'altro al fatto che il Latini era un notaio e che fu per Dante un maestro. Molti hanno sottolineato come quel "qui" indichi una certa sorpresa di Dante che forse fa finta di non essere a conoscenza del peccato di Brunetto, ma nasconde anche una punta di sdegno, indicando un "proprio qui".
Egli, che fu maestro e fonte di sapienza per Dante, gli chiede ora nell'Inferno se non gli dispiaccia fare insieme un po' di strada, lasciando per un po' la sua schiera, del che il poeta pellegrino si dice ben felice. "Ven preco; / e se volete che con voi m'asseggia / faròl, se piace a costui che vo seco (a Virgilio)". Brunetto però si affretta allora a spiegare che i dannati come lui non possono mai fermarsi, pena l'immobilità per cento anni sulla sabbia infuocata, quindi è meglio che i due camminino a fianco, prima che il Latini si riunisca alla sua schiera "che va piangendo i suoi etterni danni". Dante allora capisce e procede tenendo il capo chino "com'uom che reverente vada", guardandosi bene dallo scendere nella landa colpita dalla pioggia infuocata.
Brunetto inizia chiedendo cosa ci faccia da vivo nel regno dei morti e chi sia la sua guida. Dante risponde parlando di come si sia smarrito "per una selva oscura" prima che la sua età fosse piena (parafrasando il famoso "nel mezzo del cammin di nostra vita", cioè dice prima di compiere i trentacinque anni, essendo il viaggio immaginario iniziato nel periodo pasquale del 1300 ed essendo il poeta nato sotto il segno dei Gemelli, tra maggio e giugno), appena un giorno prima. Lì Virgilio gli apparve e lo condusse in questo viaggio prima di riportarlo a casa ("a ca").
Brunetto annuisce a Dante e gli dice che se avesse saputo che il suo compito era così importante, prima di morire lo avrebbe aiutato con i suoi insegnamenti "dato t'avrei a l'opera mia conforto". In pratica sta lodandolo come discepolo eccezionale e lo sta esortando a perseverare nella via della virtù.

### Brunetto parla di Firenze e profetizza l'esilio a Dante - vv. 61-99

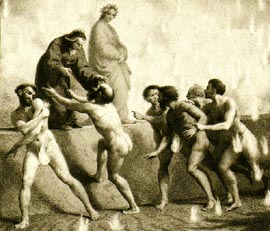
Brunetto Latini all'Inferno, illustrazione di Francesco Scaramuzza

Brunetto Latini passa poi a parlare di Firenze introducendo la profezia dell'esilio di Dante, già introdotta nel Canto X con Farinata degli Uberti.
Egli dice che Dante avrà nemica la parte "fiesolana" di Firenze, quella che, citando la leggenda sull'antica Florentia raccontata da Giovanni Villani, si mischiò alla "virtudiosa" popolazione romana e che con la sua indole rude e aspra ("del monte e del macigno") è causa dei continui conflitti interni alla città.
Brunetto poi inizia a citare una serie di esempi di sapore "proverbiale" che permeano questo canto e che sono uno degli esempi di come Dante modificasse lo stile della sua poesia in funzione dei personaggi dei quali si parla. Brunetto, quale autore di quella sorta di enciclopedia medioevale del Livre du trésor è qui caratterizzato quindi da un linguaggio motteggiante e ricco di riferimenti dotti. Un altro esempio evidentissimo di queste scelte linguistiche si era avuto nel canto di Pier della Vigna (Inf. XIII), mentre per esempio nelle Malebolge il poeta sceglierà il linguaggio più basso e popolaresco possibile.
Brunetto dice quindi che non conviene che un dolce fico cresca tra le aspre sorbe (un frutto molto aspro usato per alimentare animali e commestibile per gli uomini solo dopo una lunga maturazione) e che questi fiorentini-fiesolani sono per vecchia fama orbi (ciechi) riferendosi o al fatto che furono beffati da Totila (che si fece accogliere come amico e che poi saccheggiò la città) o alla leggenda delle colonne di porfido del Battistero (donate dai pisani, che si ritenevano miracolose perché facevano apparire il volto dei traditori, ma a causa della raschiatura da parte dei pisani divennero inutilizzabili, per cui si diceva "pisani traditori e fiorentini ciechi"). Essi sono inoltre, parafrasando un'analoga invettiva di Ciacco (Inf. VI, 74), avari (intesi come "avidi"), invidiosi e superbi, per cui Brunetto invita Dante a stare alla larga da loro ("dai lor costumi fa che tu ti forbi"). Inoltre continua profetizzando che per la sua fama entrambe le parti di Firenze avranno fame di lui: si può intendere che entrambe vorranno "sbranarlo" o che entrambe lo vorrebbero dalla loro parte (in genere i critici moderni preferiscono la prima interpretazione, la seconda è più legata agli antichi commentatori), ma il "caprone" dovrà stare lontano dall'erba (altra frase a mo' di proverbio).
Le "bestie fiesolane" si mangino tra di loro (Dante usa la parola "strame" riferita al pasto degli animali) "e non tocchin la pianta, / s'alcuna sorge ancor in lor letame, / in cui riviva la sementa santa / di que' Roman che vi rimaser", cioè lascino stare quello che di buono germoglia dal loro letame, quale frutto della "santa" semenza del popolo Romano che decise di rimanere dopo che la città era ormai un "nido di malizia".
Dante allora si appresta a dichiarare tutta la sua riconoscenza e il suo affetto verso Brunetto:
| «Se fosse tutto pieno il mio dimando», rispuos'io lui, «voi non sareste ancora de l'umana natura posto in bando; ché 'n la mente m'è fitta, e or m'accora, la cara e buona imagine paterna di voi quando nel mondo ad ora ad ora m'insegnavate come l'uom s'etterna: e quant'io l'abbia in grado, mentr'io vivo convien che ne la mia lingua si scerna». | «Se il mio desiderio fosse stato interamente esaudito», gli risposi, «voi non sareste ancora morto, esiliato dalla vita umana; perché nella mia mente è impressa, e ora mi addolora, la vostra cara e buona immagine paterna quando nel mondo di tanto in tanto m'insegnavate come l'uomo possa diventare immortale: e quanto mi sia caro, finché vivo, di certo si vedrà nelle mie parole». |

Seguita Dante spiegando che ciò che gli è stato detto e, come gli ha vaticinato Farinata, sarà Beatrice a spiegarglielo più avanti.
Spiega poi che dell'esilio era già venuto a conoscenza (da Farinata degli Uberti, nel canto X, appunto) e che accetta quello che la Fortuna ha previsto per lui, "però (perciò) giri la Fortuna la sua rota / come le piace, e 'l villan la marra" (altra espressione che arieggia come un proverbio, significante forse, da un passo del Convivio, come può capitare a un contadino di trovare un tesoro con la sua marra).
Chiude la scena Virgilio, anche lui motteggiante, che sentenzia "Bene ascolta chi la nota", ovvero, secondo l'interpretazione più accettata, è un buon ascoltatore chi annota quello che ascolta, cioè chi si ricorda quello che sente.

### Chierici e letterati - vv. 100-124

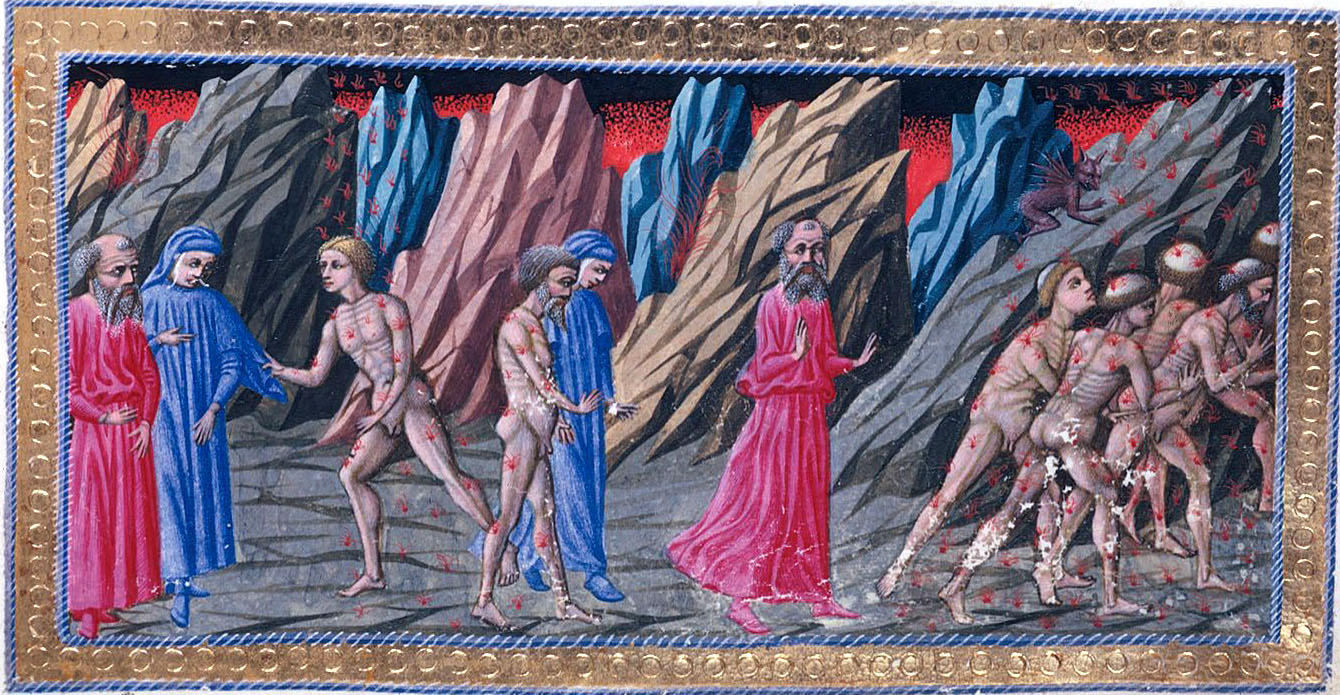
Priamo della Quercia, illustrazione al Canto XV

Dante allora, continuando a camminare accanto a Brunetto, gli chiede di mostrargli alcuni dei suoi compagni di pena più noti e importanti. Brunetto, che specifica come non possa dirli tutti per questioni di tempo, dice che si tratta di letterati e uomini di Chiesa (almeno quelli della sua schiera), tutti macchiatisi dello stesso "lercio" peccato: Prisciano di Cesarea, grammatico di Costantinopoli, Francesco d'Accorso, letterato bolognese e colui che fu trasferito dal "servo dei servi" dall'Arno al Bacchiglione, dove morì: un rebus per indicare il vescovo di Firenze Andrea de' Mozzi, trasferito da Firenze a Vicenza (vengono citati i fiumi delle due città) da Bonifacio VIII (che si era dato l'appellativo pontificale di "servo dei servi di Dio"). In questo caso il nome viene taciuto perché probabilmente lo scandalo del vescovo "snaturato" fu così grande che anche un'allusione del genere doveva sembrare ben esplicita. Dante ebbe esperienza diretta di questo clamore in gioventù, e solo verso il vescovo egli usa parole sprezzanti (se hai "tal tigna brama" di vederlo... "lasciò li mal protesi nervi") rispetto a tutti gli altri sodomiti.
Brunetto vorrebbe dire di più, ma la sua permanenza e il suo parlare ("'l venire e 'l sermone") non possono essere più lunghi, perché già arriva un'altra schiera in corsa che alza fumo sul sabbione, con i quali non deve mescolarsi. Gli raccomanda il suo Tesoro (il suo libro), "nel qual io vivo ancora" e niente più chiede. Si gira e scappa via, come quelli che a Verona corrono per il palio dietro a un drappo verde; e pareva uno di quelli che vincono, non un lento perdente. Con questa similitudine si chiude il canto. Nel prossimo Dante incontrerà altri tre fiorentini della schiera che si sta avvicinando.

### Contrappasso
I dannati sono costretti a camminare continuamente, senza alcuna sosta su sabbia infuocata e a subire sui loro corpi la violenza provocata dalla pioggia di fuoco che si abbatte su di loro. La legge del contrappasso è in parte per analogia, in quanto loro subiscono violenza sui loro corpi così come loro hanno fatto in vita contro i loro simili e contro la natura; questo tipo di violenza ora la subiscono infatti su tutto il corpo: a cominciare dalla pianta dei piedi (a causa della sabbia infuocata) fino al capo (a causa della pioggia di fuoco).
Se loro dovessero fermarsi anche solo per un momento non avrebbero più la possibilità di schermirsi la faccia, cioè di bloccare le fiammelle che arrivano in faccia, per cento anni, continuando a correre in eterno (la durata della corsa non è dettata dall'ulteriore pena ma dal fatto che la pena della corsa è eterna).